# Management participatif
Le management participatif est un type de management basé sur une intelligence collective de l'organisation. Elle tend à optimiser la collaboration du personnel, impliquant un dialogue entre managers et managés autour d'une problématique pour en faire sortir tous les bénéfices et les apports collectifs.  
Ce management a pour objectif de favoriser l'implication de toute une équipe dans la prise de décision relativement important pour une société, de trouver un consensus en demandant l'avis de tous, ce qui a pour effet l'apparition de nouvelles idées et pour permettre une meilleure cohésion de groupe. Dans une entreprise, cela se concrétise par deux grands principes : tout d'abord, à l'intérieur d'une organisation il est important de distinguer quatre espaces qui sont assez souvent confondu. Premièrement, celle de la créativité, puis, celle de la décision, celle de l'espace d'exécution qui est laissé au supérieur hiérarchique et pour finir, celle de la supervision. Afin que ce système puisse fonctionner il faut que chaque personne développe un savoir être, un sens de la communication et une intelligence relationnelle qui se développe dans l'espace de la supervision. Le dernier principe concerne le fait que tous les cercles de décision sont reliés entre eux par des double lien. 
Dans ce type de management, le manager est avant tout un leader. Il a pour but de satisfaire les besoins du client, de l’entreprise et du personnel. Ce modèle permet d'avoir de bon résultat dans l'entreprise, surtout en termes de rentabilité.  

## Les avantages et inconvénients[2]
Le management participatif, grâce à la communication, permet de créer une meilleure ambiance de travail et améliore donc le climat social au travail. En effet, les salariés ressentent un taux plus faible de stress car ils sont écoutés. Avec ce type de management, on remarque une baisse de tensions hiérarchiques. De plus, les salariés se sentent valorisés car ils jouent véritablement un rôle dans l’entreprise. Le management participatif laisse une plus grande autonomie à ses salariés. On remarque aussi un faible taux de rotation du personnel pour les entreprises qui utilisent ce type de management. En effet, les employés gagnent en confiance en eux car ils se sentent estimés. 
Cependant, adopter ce management peut affecter certaines variables, telle que la réactivité des employés ou la vitesse. En effet, réunir les parties prenantes d'un projet, demander l'avis de tout le monde et se mettre d’accord sur un compromis représente une procédure longue. L'entreprise peut ainsi être trop lente à réagir face à une situation.

## Une réaction au taylorisme
La fin du XIXe siècle et le début du XXe siècle sont marqués par l’influence de la conception taylorienne de l’entreprise. On parle alors de l’Organisation Scientifique du Travail (OST). Face à l’importance, à l’ignorance des petits chefs, au phénomène du freinage provoqué par les ouvriers (la flânerie au travail), l’entreprise doit, dans son organisation, se reposer sur une approche scientifique et rationnelle. C'est le rôle des ingénieurs (dans leur Bureau d'Étude), de la hiérarchie, que de concevoir des systèmes de production efficaces. Le travailleur est alors considéré comme un outil de production. Face à cette vision étriquée de l'être humain, des recherches nord-américaines mettent en valeur les aspects psycho-affectifs du travail. K. Lewyn mit ainsi en valeur le fait que les ouvriers développent, au sein de leur atelier, des représentations sociales : l'usine n'est pas seulement un lieu de production, c'est aussi un lieu de significations pour les individus. À partir de cette période, se développe l'école des Relations Humaines qui dépasse une vision de l'homme comme outil et propose une vision de l'homme comme sujet psycho-affectif.
En France, la participation des salariés aux résultats de l'entreprise est l'un des axes de réforme sociétale promu par le général de Gaulle pour mobiliser conjointement salariés et entrepreneurs dans l'effort de reconstruction. Instauré par ordonnance en 1959, le principe de la participation des salariés aux résultats de l'entreprise est généralisé en 1967 à toutes les entreprises de plus de 100 salariés. Dans la lignée du général de Gaulle, l'industriel Serge Dassault s'est affirmé comme l'un des principaux promoteurs de la gestion participative, en généralisant cette pratique au sein de son groupe au-delà des conditions imposées par la loi. Du point de vue de l'industriel, qui écrit plusieurs livres sur le sujet, la participation est en effet un puissant levier de motivation et de mobilisation du collectif, favorable au développement de l'activité des entreprises et de l'emploi. En 2006, il est rapporteur de la loi de développement de la participation de l'actionnariat salarié, et plaide pour une distribution des bénéfices après impôts en trois parts égales: un tiers pour les salariés, un tiers pour l'entreprise, et un tiers pour les actionnaires.

## La théorie de Maslow
Dans les années 1950, Abraham Maslow définit la motivation par la théorie des besoins. Dans la terminologie de l'auteur, il existe deux types de besoins, les besoins primaires (physiologiques et de sécurité) et les besoins sociaux (estime de soi, reconnaissance et appartenance et de puissance ou de dépassement de soi-même). Pour assouvir les besoins sociaux, il faut d’abord satisfaire les besoins primaires. Selon cette théorie, il n'est donc pas possible de motiver les salariés et d’atteindre le besoin d’estime de soi si les besoins primaires ne sont pas satisfaits. La théorie de Maslow renvoie donc au management participatif dans les entreprises car les deux notions permettent aux salariés de s’accomplir et donc de satisfaire tous leurs besoins.

## Les facteurs de motivation
Le management participatif renvoie aux travaux de Frederick Herzberg, notamment dans son ouvrage, The Motivation to Work, de 1959. Son étude statistique a permis d’identifier les facteurs de satisfaction (=motivation) et les facteurs d’insatisfaction (=caractère de démotivation) dans le travail. On remarque que certains facteurs sont des facteurs de motivation, tels que la reconnaissance, l’intérêt pour son travail, les responsabilités. Au contraire, d’autres facteurs sont générateurs de démotivation, on peut noter la surveillance excessive, par exemple. F. Herzberg préconise de diminuer, voire de supprimer certains contrôles sur les salariés, d’introduire des tâches plus adaptées aux salariés, et de donner des responsabilités aux hiérarchies inférieures. Il est le créateur de l'enrichissement des tâches. Ce sont ces théories des ressources humaines qui ont abouti au management participatif. 
Selon John Adair, spécialiste du leadership, il faut prendre en compte la règle du 50/50. D'après lui, 50% des motivations sont intrinsèques aux individus et le reste vient des facteurs externes. Le leader doit fixer des tâches à son équipe et attester de leur exécution. Il est aussi garant de l'entretien de l'esprit d'équipe en s'assurant que les besoins du groupe en général sont satisfaits. De plus, les besoins individuels sont importants pour le manager et doit témoigner de leur satisfaction. Les travaux de John Adair renvoient au management participatif car le leader doit prendre en compte les besoins du groupe et les besoins individuels.  

## Une vision humaniste de l'entreprise
Cette nouvelle vision de l'homme amène les théoriciens de cette école (comme Douglas McGregor et ses théories X et Y) à affirmer l'importance de la prise en compte de la « dimension humaine de l'entreprise »(théorie Y). Pour que l'individu au travail soit plus performant, pour que le nombre de conflits diminue et qu'objectifs personnels et organisationnels se rapprochent, il faut développer un nouveau management qui respecte le besoin de chacun d'être reconnu en tant qu'être humain, c'est donc la naissance du management participatif. 
Selon la théorie X, les travailleurs sont supposés paresseux. Ils n’aiment pas travailler et y sont contraints. Et selon la théorie Y, les individus ont un besoin psychologique qui les pousse au travail. Ils veulent s’accomplir professionnellement et évoluer en termes de responsabilités. La théorie Y suppose donc que les salariés soient autonomes dans la proportion où ils se sentent engagés envers leurs objectifs. Ce modèle a pour but d'influencer le type de management à adopter en fonction du groupe concerné. La théorie X suppose un mode de management autoritaire et centralisé pour pallier l’incapacité des hommes à prendre des responsabilités. En revanche, la théorie Y correspond à un mode de management participatif qui se fonde sur l'envie des salariés de s’accomplir. 
Concrètement, de nombreux outils participatifs se développeront : les cercles de qualité ou les boîtes à idées par exemple.
La rentabilité, c'est-à-dire le succès de l'entreprise, dépend directement de la performance de son management. De nombreuses études ont montré que le style de management ou la culture d'entreprise, ont peu d'influence sur les résultats. Beaucoup plus déterminante est l'efficacité de la collaboration entre dirigeants et collaborateurs.
Une collaboration efficace signifie "intégration" et participation de tous les collaborateurs. Un dirigeant réussit d'autant mieux qu'il parvient à "intégrer" ses collaborateurs dans les objectifs, les tâches et les projets de l'entreprise. En d'autres termes, un dirigeant ou manager qui réussit est celui qui pratique un "style de direction" participatif. "Style de direction" ne doit pas être compris ici comme étant l'image que le manager se donne vis-à-vis de l'extérieur ou de ses collaborateurs. Au lieu de cela, il s'agit d'augmenter l' "efficacité" personnelle et la performance du manager dans le domaine de l' "intégration" et de la participation de ses collaborateurs.
Pour soutenir une telle organisation, les principes du Management équitable mettent en avant la concertation, le dialogue et la délégation comme les piliers d’un mode de management dans lequel la progression des compétences et les évolutions de carrière intègrent les projets personnels, et les relations interpersonnelles sont fondées sur le respect mutuel et la reconnaissance.
À noter que les travaux de Peter Drucker, célèbre théoricien du management d'entreprise, ont été ceux ayant poussé l'analyse et le développement de modèles de ce type de management à son paroxysme en abordant notamment la notion de DPO (direction par objectifs).

## Les fondements du management participatif[5]
Séverine Dégallais a développé une expertise à travers son travail avec des employeurs et spécialistes du marché, lui permettant de répondre aux problématiques actuelles des salariés et candidats de tous secteurs. Elle a notamment réalisé les travaux suivants.
Le management participatif repose sur 5 principes fondamentaux :
- La mobilisation doit être au cœur des équipes de l'entreprise afin de tirer parti au mieux des ressources et des compétences de chaque individu.
- La délégation et la concertation doivent permettre aux collaborateurs d'être autonomes. Ils prennent désormais les décisions et ont plus de responsabilités.
- Le développement personnel est indispensable, il repose sur l'écoute et la communication dans le but d'aider les salariés et managers à renforcer leurs qualités et compétences qui peuvent leur apporter des connaissances ainsi qu'à l'entreprise.
- Lorsqu'il y a un problème, les personnes concernées sont les mieux placées pour le résoudre, si l'équipe n'arrive pas à gérer la situation alors la direction interviendra mais seulement en dernier recours.
- Le dernier grand pilier du management participatif est l'autorégulation. Le manager établit des limites pour contenir les désaccords qui peuvent apparaître à la suite de l'expression de chacun.

## Des paradoxes
Même si l'émergence de cette notion a été décisive dans le management des organisations, elle passe sous silence certaines réalités de l'entreprise : la divergence entre objectifs individuels et objectifs organisationnels ou encore, les conflits complexes à manager dans certaines circonstances.
Par exemple : "Dans le même temps, il est nécessaire de faire primer l’équipe sur l’individu mais aussi d’individualiser la reconnaissance." 
Il présente quelques limites notamment sur sa durée. Il nécessite la récolte d'informations venant de chaque personne, ce qui est beaucoup plus long qu'un management directif. Cela va aboutir à une prise de décision plus longue qui causera un coût. Nous pouvons aussi voir ce phénomène dans une situation de crise. Car lors de celle-ci, une stratégie claire et globale est indispensable (management de crise). 
Les individus peuvent parfois ne pas être d'accord, en aboutissant à des compromis, certains seront frustrés, en désaccord et donc non satisfait de la finalité. 
Finalement ce mode de management ne peut pas être mis en place dans toutes les entreprises.Certaines structures ne sont pas y adaptées. Les préférences des collaborateurs influencent également sur un mode de travail collaboratif ou plus traditionnel, hiérarchisé. 

## Les attributs des entreprises qui réussissent
Tom Peters et Robert H. Waterman travaillaient pour le cabinet McKinsey de San Francisco. Ils ont étudié l’organisation des entreprises américaines les plus performantes, ce qui leur a permis d’interroger les dirigeants d’un certain nombre d' entreprises et de définir les points communs aux entreprises qui réussissent :
- elles valorisent l’action (groupe d’intervention, équipes de projet)
- elles sont à l’écoute du client
- elles favorisent l’autonomie et l’innovation (autonomie, communication)
- elles fondent leur productivité sur la motivation de leurs équipes (individus respectés)
- elles s’appuient sur une valeur-clé
- elles s'en tiennent à ce qu'elles savent faire
- elles mettent en place une organisation simple et légère (responsabilités claires)
- elles allient souplesse et rigueur

Selon cette étude, les entreprises qui réussissent le mieux ont en commun leur type de management : le management participatif.